# بيرت فيش
بيرت فيش (بالإنجليزية: Bert Fish)‏ هو دبلوماسي أمريكي، ولد في 8 أكتوبر 1875، وتوفي في 21 يوليو 1943.